# Love is the law
Love is the law is het zevende album van Toyah, de band rondom Toyah Willcox. De titel is een verwijzing naar het boek The Book of the Law van Aleister Crowley. Toyah nam deze titel omdat zij dat een verbintenis tussen alle mensen beschouwde.

## Geschiedenis
In het boekwerkje van de compact disc (2005) schreef Toyah dat het een van de gelukkigste tijden uit haar leven was. Haar zangcarrière nam een hoge vlucht met albums als Anthem en The changeling, maar ook haar loopbaan als actrice verliep voorspoedig. Zo kwam het dat de opnamen van dit album tegelijkertijd moesten plaatsvinden met haar werk als actrice in het toneelspel Traford Tanzi met Laurence Olivier in het Mermaid Theatre. Het schema zag er toen als volgt uit: 's middags repeteren in een huisstudio, die provisorisch was ingericht, vervolgens naar de Mermaid en dan naar de Marquee Studio voor de echte opnamen. Ondertussen werd ze gevolgd door een vaste schare fans die haar dag en nacht volgde. Dat laatste kwam nog goed uit, want die konden mooi meezingen op de titeltrack, Toyah had meer klank nodig dan dat de band kon opbrengen.
Het was echter wel het laatste muziekalbum met haar toenmalige partner Joel Bogen met wie ze zeven jaar samen was (geweest) en Safari Records. Ze stapte over naar EG Records en EG Management. Op eerste hand een gelukkige keuze, want het stond bekend als kwaliteitslabel met artiesten als Roxy Music en King Crimson. Later leverde het ellende op want de financiële afwikkeling van het uiteindelijke faillissement verliep ongunstig voor de artiesten. Een pluspunt voor de toekomst echter was haar kennismaking met Robert Fripp, haar toekomstig levensgezel. Mr. Toyah Willcox zoals hij wordt omschreven in het cd-boekje.
Toyah staat dan wel strijdbaar als een soort rollerballspeelster afgebeeld, de muziek ging nu juist de andere kant op. De punk verdween ook in haar muziek naar de achtergrond en de muziek is iets romantischer dan op haar vorige albums. Invloeden van de jarentachtigbands als Human League en Gary Numan zijn te horen in de synthesizergeluiden, die terug te voeren zijn op Kraftwerk. Tegelijkertijd begonnen (achteraf gezien) de donkere tijden onder het bewind van Margaret Thatcher (aldus hetzelfde boekwerkje).
Safari Records probeerde nog wat geld te slaan uit het vertrek door het uitbrengen van Toyah! Toyah! Toyah!, de titel van een livealbum van Toyah, maar nu een verzamelalbum. Dat album werd opgevolgd door Mayhem, een album met nog niet uitgebrachte/gebruikte opnamen.
I explode gaat over de tijd van Toyah, ze stond toen naar eigen zeggen op springen van de energie.

## Musici
- Toyah – zang
- Joel Bogen – gitaar
- Simon Darlow – toetsinstrumenten
- Adrian Lee – toetsinstrumenten op 11 en 12
- Phil Spalding – basgitaar op 7, 8, 9, 11 en 12
- Brad Lang – basgitaar op de andere tracks
- Preston Heyman – slagwerk tracks 11 en 12
- Andy Duncan – slagwerk overige tracks

met de "Angels and Demons" (naar een ouder nummer van Toyah) Simon Bewick, Bill Britton, Alison Carron, Steve Guest, Russ King, Hayley Middleton, Lunar Bill Pritchard, Kevin Tucker en Linda Wood (de eerdergenoemde fans).
Voor het overige nog een dankwoord aan de Rockshop en aan Rod Argent Keyboards, van (toen even) ex-toetsenist Rod Argent. Denys Darlow verzorgde het strijkarrangement op The vow. Nick Tauber verzorgde voor het laatst de productie voor een album van Toyah, opnieuw zat onder meer Simon Hanhart achter de knoppen.

## Muziek
| Nr. | Titel                                              | Duur |
| --- | -------------------------------------------------- | ---- |
| 1.  | Broken diamonds (Willcox, Bogen)                   | 4.05 |
| 2.  | I explode (Willcox, Bogen)                         | 4:09 |
| 3.  | Rebel of love (Willcox, Bogen)                     | 3:42 |
| 4.  | Rebel run (Willcox, Darlow)                        | 3:11 |
| 5.  | Martian cowboy (Willcox, Bogen, Darlow, Spalding)  | 4:41 |
| 6.  | Dreamscape (Willcox, Bogen)                        | 5:04 |
| 7.  | Time is ours (Willcox, Bogen)                      | 3:38 |
| 8.  | Love is the law (Willcox, Bogen, Darlow, Spalding) | 3:09 |
| 9.  | Remember (Willcox, Bogen)                          | 4:09 |
| 10. | The vow (Willcox, Bogen, Spalding)                 | 3:47 |

| Nr. | Titel                                                             | Duur |
| --- | ----------------------------------------------------------------- | ---- |
| 11. | Be proud, be loud, (be heard) (Willcox, Bogen)                    | 3:30 |
| 12. | Laughing with the fools (Willcox, Bogen (B-kant Be proud))        | 4:01 |
| 13. | To the mountains high (Willcox, Bogen, Darlow (B-kant Rebel run)) | 3:36 |
| 14. | Baptised in fire (Willcox (B-kant Rebel run))                     | 2:46 |
| 15. | Haunted (Willcox, Darlow (B-kant The vow))                        | 3:39 |

## Hitnotering
Ze had een goed gevoel bij dit album. Dat kon niet voorkomen dat de populariteit van haar muziek tanende was. Haar albums stonden steeds korter in alleen nog maar de Britse albumlijst.
| Hitnotering: 05-11-1983 t/m 24-12-1982 | Hitnotering: 05-11-1983 t/m 24-12-1982 | Hitnotering: 05-11-1983 t/m 24-12-1982 | Hitnotering: 05-11-1983 t/m 24-12-1982 | Hitnotering: 05-11-1983 t/m 24-12-1982 | Hitnotering: 05-11-1983 t/m 24-12-1982 | Hitnotering: 05-11-1983 t/m 24-12-1982 | Hitnotering: 05-11-1983 t/m 24-12-1982 | Hitnotering: 05-11-1983 t/m 24-12-1982 |
| Week:                                  | 1                                      | 2                                      | 3                                      | 4                                      | 5                                      | 6                                      | 7                                      |                                        |
| -------------------------------------- | -------------------------------------- | -------------------------------------- | -------------------------------------- | -------------------------------------- | -------------------------------------- | -------------------------------------- | -------------------------------------- | -------------------------------------- |
| Positie:                               | 28                                     | 36                                     | 55                                     | 72                                     | 100                                    | 89                                     | 93                                     | uit                                    |

Singles Be proud, be loud (niet op het originele album, zeven weken met hoogste plaats 30), Rebel run (5 weken, hoogste plaats 20) en The vow (7 weken, hoogste plaats 50) werden bescheiden hitjes is Engeland. Noch album, noch singles haalden de Nederlandse lijsten.